# Бадер Отто Миколайович
Ба́дер О́тто Микола́йович (рос. Бадер Отто Николаевич, *29 червня 1903, с. Олександрівське — 2 квітня 1979, м. Москва) — російський археолог, педагог, доктор історичних наук (1964).

## Життєпис
Отто Бадер народився 29 червня 1903 року в селі Олександрівському Гадяцького повіту Полтавської губернії (нині Лебединський район Сумської області). Закінчив гімназію в місті Білому (Смоленська губернія), де, зокрема, організував перше в місті краєзнавче товариство, яке представляв на 1-му Всеросійському з'їзді краєзнавства у 1924 році.
З 1924 року завідував археологічним відділом Музею центральної промислової області в Москві.
У 1926 році закінчив навчання на археологічному відділенні факультету суспільних наук Московського університету.
В 1927—1930 роках — вчений-спеціаліст з археології в музейному відділі Головнауки Наркомосу СРСР. Брав участь в організації археологічних відділів у низці обласних музеїв. У 1926—1941 роках — науковий співробітник Московської секції Державної академії історії матеріальної культури. З 1931 року — вчений секретар Інституту та Музею Антропології МДУ, вчений секретар «Антропологічного журналу». У 1933—1941 роках науковий співробітник, з 1937 р. — вчений секретар Інституту історії матеріальної культури АН СРСР. Того ж року за сукупністю праць йому було надано вчений ступінь кандидата історичних наук.
Керував спеціалізацією на кафедрі антропології та історичному факультеті МДУ. У 1928—1935 роках керував археологічною практикою студентів етнологічного факультету МДУ, у 1936—1939 роках вів курс археології на Вищих музейних курсах, був головою Археологічної комісії Московського науково-дослідного бюро краєзнавства і Комісії з історії Москви. З середини 1930-х років — постійний член Четвертинної комісії. Одночасно брав участь в експедиціях, відкрив та дослідив велику кількість мезолітичних і неолітичних стоянок, зокрема, досліджував Сходненський череп.
З початком німецько-радянської війни пішов на фронт у складі ополчення МДУ, але наприкінці 1941 року Бадера відкликали з фронту як німця і направили до будівельної армії в місто Нижній Тагіл. З 1944 року Бадер працював у штаті Тагільського краєзнавчого музею, У 1946—1955 роках — доцент історичного факультету Пермського університету. Очолював Камську та Воткінську археологічні експедиції, досліджував настінний розпис у Каповій печері. Описав Камську мезолітичну та Камську неолітичну культури, розробив періодизацію кам'яної, бронзової та ранньої залізної доби Приуралля. З 1957 р. систематично працював на палеолітичному таборищі Сунгір, де знайшов відомі поховання. Працював на Турбінському могильнику в Прикам'ї.
У 1955—1979 роках Бадер був старшим науковим співробітником Інституту археології АН СРСР. У 1966—1972 рр. — заступник голови Науково-методичної ради з охорони пам'яток історії та культури при Міністерстві культури СРСР, керівник її археологічної експедиції. Член Четвертинної комісії Відділення наук про землю АН СРСР та Радянської секції Міжнародної асоціації з вивчення четвертинного періоду (англ. INQUA), Комісії з вивчення геології та географії карста АН СРСР, Уральської археологічної комісії, член редколегії журналу «Радянська археологія» (рос. Советская археология). Був членом Італійського інституту передісторії, членом Товариства доісторичної археології Франції.
Помер у місті Москва.

## Наукова діяльність
Отто Бадер є автором 12 книг та понад 400 наукових та науково-популярних статей, у яких висвітлюються проблеми первісної історії — від палеоліту до епохи раннього заліза на території Криму, Уралу, Верхнього та Середнього Поволжя. Особливе місце займають праці, які стали результатом дослідження та розкопок у Криму.
Протягом 1927—1930 років виявив понад сто стоянок з кам'яними знаряддями у центральних та східних яйлах Кримських гір. В 1930—1934 роках розкопав і вивчив стоянки Джейлау-Баш на Чатирдазі та Балин-Кош. У 1937—1939 роках О. Бадер відкрив та здійснив розкопки мустьєрської стоянки біля Вовчого гроту в Східному Криму.
Бадер обґрунтував виділення низки археологічних культур, розробив одну з відомих гіпотез про початкові етапи етногенезу фіно-угрів в епоху каменю-бронзи. Його учні працюють в Москві, Пермі, Іжевську, Уфі, Петрозаводську та ін.

## Праці
- (рос.)«Крупнейшая мустьерская стоянка у Волчьего грота в Крыму». Вопросы древней истории, 1939, № 1.
- (рос.)«Изучение эпипалеолита Крымской Яйлы». Советская археология, 1940, т. 5.
- (рос.)«Периодизация и стратиграфия палеолита Восточной Европы». Вісник АН УРСР, 1960, № 8.
- (рос.)«Об изображении мамонта с Каменной Могилы». В кн.: Кавказ и Восточная Европа в древности. М., 1973.
- (рос.)«На заре истории Прикамья» (1958)
- (рос.)«Поселения турбинского типа в Среднем Прикамье» (1961)
- (рос.)«Древнейшие металлурги Приуралья» (1964)